# Vetenskapsåret 1888

## Händelser
- 3 januari - Lick Observatory vid University of California inviger ett refraktorteleskop med 91 cm diameter.
- 27 januari - National Geographic Society grundas i Washington, D.C. av Gardiner Greene Hubbard.
- 4 september - George Eastman registrerar varumärket Kodak och får patent för en kamera med rullfilm.
- Observatoriet i Nice, Frankrike, inviger ett 76 cm refraktorteleskop.
- Metylisocyanat upptäcks.
- Henry Louis Le Chatelier slår fast att ett kemiskt system som rubbas från sin jämvikt, strävar efter att återuppnå jämvikten.
- American Mathematical Society grundas av Thomas Fiske.
- Hilberts bassats bevisas av David Hilbert.
- Fem år efter Krakataus vulkanutbrott återvänder jordatmosfärens temperatur till den normala.
- Martinotticellerna beskrivs av Giovanni Martinotti.
- Heinrich Hertz upptäcker radiovågorna.
- Grammofonen patenteras av Emile Berliner.
- Nikola Tesla patenterar asynkronmotorn.
- Kulspetspennan uppfinns av John Loud.
- John Boyd Dunlop uppfinner hjulet med uppblåst slang.
- Johan Petter Johansson uppfinner rörtången.

### Medicin
- Okänt datum -  Emile Roux och Alexandre Yersin isolerar difteritoxinet.[1]

- 26 maj – Karolina Widerström blir Sveriges första legitimerade kvinnliga läkare.

## Pristagare
- Copleymedaljen: Thomas Henry Huxley, brittisk biolog.
- Davymedaljen: William Crookes, brittisk kemist och ftsiker.
- Rumfordmedaljen: Pietro Tacchini, italiensk astronom.
- Wollastonmedaljen: Henry Benedict Medlicott, brittisk geolog. [2]

## Födda
- 17 februari - Otto Stern (död 1969), tysk fysiker, Nobelpristagare 1943.
- 13 augusti - John Logie Baird (död 1946), brittisk fysiker och uppfinnare av en tidig version av television.
- 15 november - Harald Ulrik Sverdrup (död 1957), norsk meteorolog och oceanograf.

## Avlidna
- 19 januari - Anton de Bary (född 1831), tysk kirurg, botaniker, mikrobiolog, mykolog.
- 23 augusti - Philip Henry Gosse (född 1810), vetenskaplig författare och naturforskare.
- 24 augusti - Rudolf Clausius (född 1822),  tysk fysiker och matematiker.
- 12 september - Richard Proctor (född 1837), brittisk astronom.
- 1 november - Nikolaj Przjevalskij (född 1839), rysk geograf och forskningsresande.

### Fotnoter
1. ↑  Reference: Waldman, Thomas A. (2003). Immunotherapy: past, present and future. Nature Medicine 9, 269-277.
2. ↑  ”Geological Society”. Arkiverad från originalet den 5 juni 2011. https://web.archive.org/web/20110605102217/http://www.geolsoc.org.uk/gsl/society/history/page750.html. Läst 13 april 2011.